# テルモフィルム・ペンデンス
テルモフィルム・ペンデンス（Thermofilum pendens、サーモフィラム-）は、テルモプロテウス目テルモフィルム科に属する古細菌の一種。嫌気従属栄養性の超好熱菌で、主に陸上の硫黄泉に生息する。学名はラテン語で「（Thermoproteus tenaxに）依存する、好熱性の糸状菌」という意味がある。
1980年代にアイスランドやヴルカーノ島（イタリア）、イエローストーン国立公園（アメリカ合衆国）の硫黄泉より発見、報告された。鞭毛を持たない角ばった桿菌で、長さは時に100μmにも達する。桿菌の片側に小さなふくらみが生じ、出芽により新たな細胞を形成する。後述の栄養要求性と合わせ、これらの特徴は古細菌の中でもやや珍しい。
増殖可能温度は55-100°C、pHは4-6.5。多少複雑な栄養要求性を示し、硫黄、炭素源の他に、硫化水素、Thermoproteus tenaxの（未知の）極性脂質が必須である。ただし近縁の未記載種"Thermofilum librum"は極性脂質を要求しない。炭素源としては酵母エキス、トリプトン、ゼラチンなどが利用されるほか、スクロースの添加により増殖が促進される。
ゲノム情報
2006年に解析が完了している。1,781,889bpの主ゲノムと、31,504bpのプラスミドを持つ。ORFは1876箇所と推定されている。アミノ酸やヌクレオチド、補酵素の合成系をかなり欠損しているが、寄生生物へと進化しているわけではなく、単に栄養豊富な環境に適応しているだけとみられている。
なお16S rRNAによる系統樹では、クレンアーキオータの中でもかなり古い系統に属しているとされる。